# マヒリョウ
マヒリョウ（ベラルーシ語: Магілёў, ラテン文字転写: Mahilioŭ, [maɣʲiˈlʲou̯]）またはモギリョフ（ロシア語: Могилёв, ラテン文字転写: Mogilyov, [məɡʲɪˈlʲɵf]）は、ベラルーシ共和国東部の都市。マヒリョウ州の州都。人口は約37万人でベラルーシで3位。ロシア連邦に近くロシアのスモレンスク州まで76kmの位置にある。

## 歴史
町ができたのは1267年。14世紀以降は、リトアニア大公国の一部となり、ルブリン合同でポーランド・リトアニア共和国となった以降はポーランド王冠領の直轄に移された。その後、地理的な位置から交易の中継点として栄え、ステファン・バートリよりマクデブルク法の特許状が与えられ、自治都市となる。1772年の第一回ポーランド分割でロシア帝国領となると、モギリョフ県（グベールニヤ）の中心都市となる。
第一次世界大戦ではロシア帝国軍のスタフカがこの町に置かれ、総司令官の皇帝・ニコライ2世がここで指揮を執った。1918年、ドイツ帝国に占領され、その間にブレスト＝リトフスク条約でベラルーシ人民共和国が宣言され、編入される。1919年、赤軍に占領され、白ロシア・ソビエト社会主義共和国が建国され、そこに組み込まれる。
第二次世界大戦までは、マヒリョウには大きなユダヤ人コミュニティがあった。1897年の人口調査では市の人口の実に半数以上がユダヤ人であった。1941年から1944年のナチス・ドイツ占領下で、ユダヤ人の多くが殺害された。
1991年の独立以降、マヒリョウはベラルーシの主要な都市であり続けている。第二次世界大戦以降、製鉄業や金属加工業が盛んで、トラクター工場や化学工場もあるベラルーシ有数の工業都市となっている。ドニエプル川の船運も盛んである。

## ギャラリー

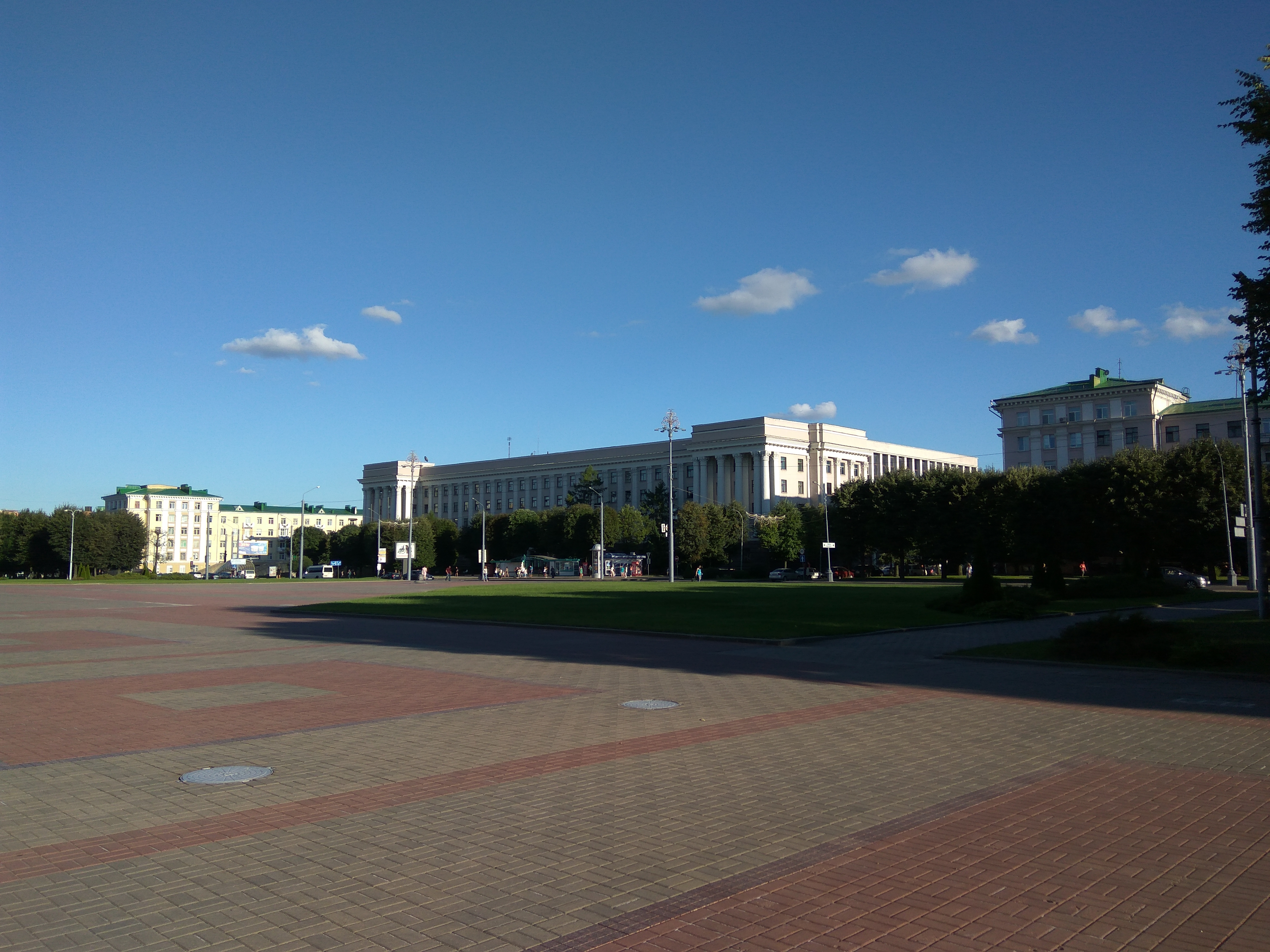
レーニン広場
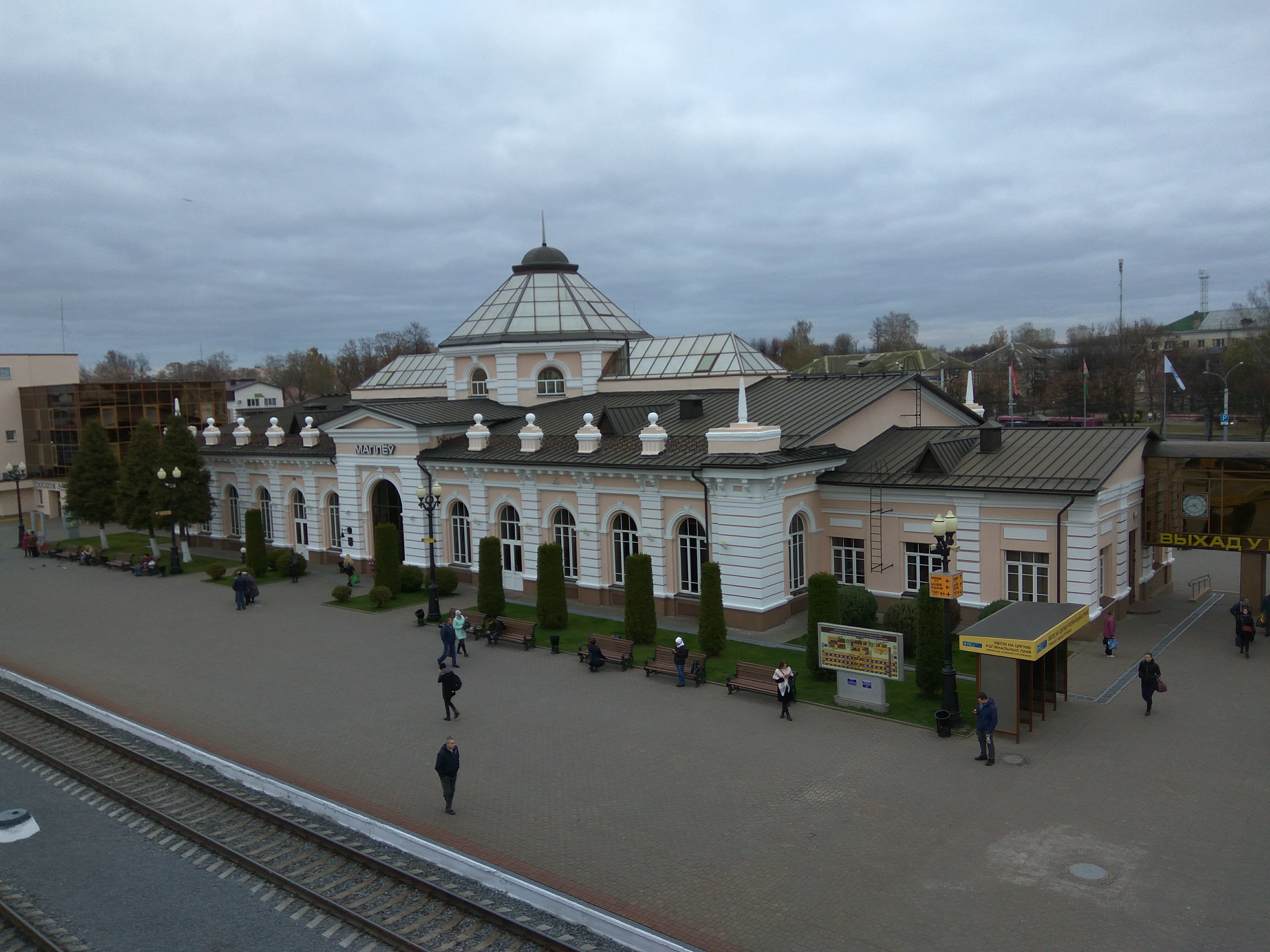
マヒリョウ駅
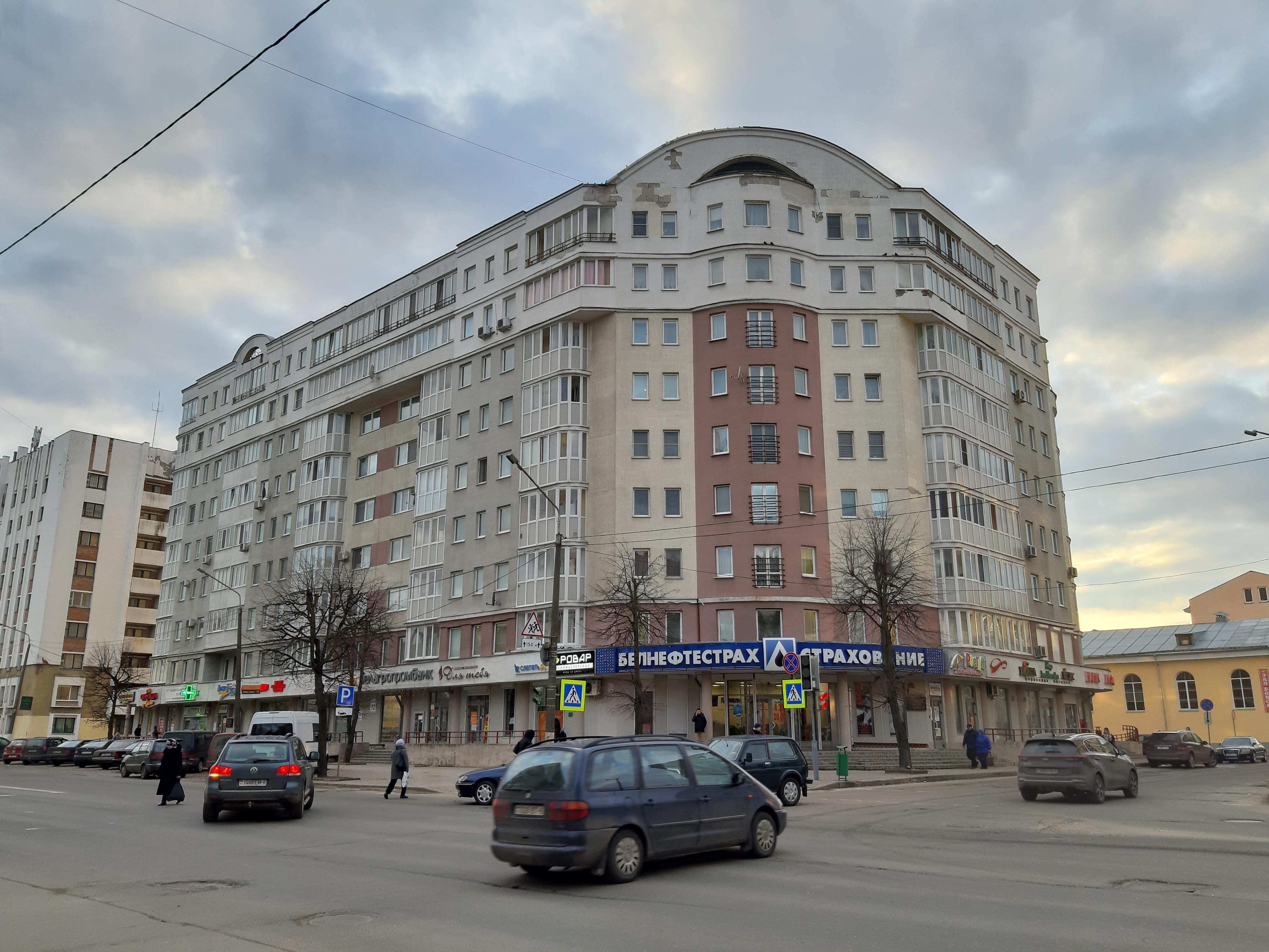
街並み
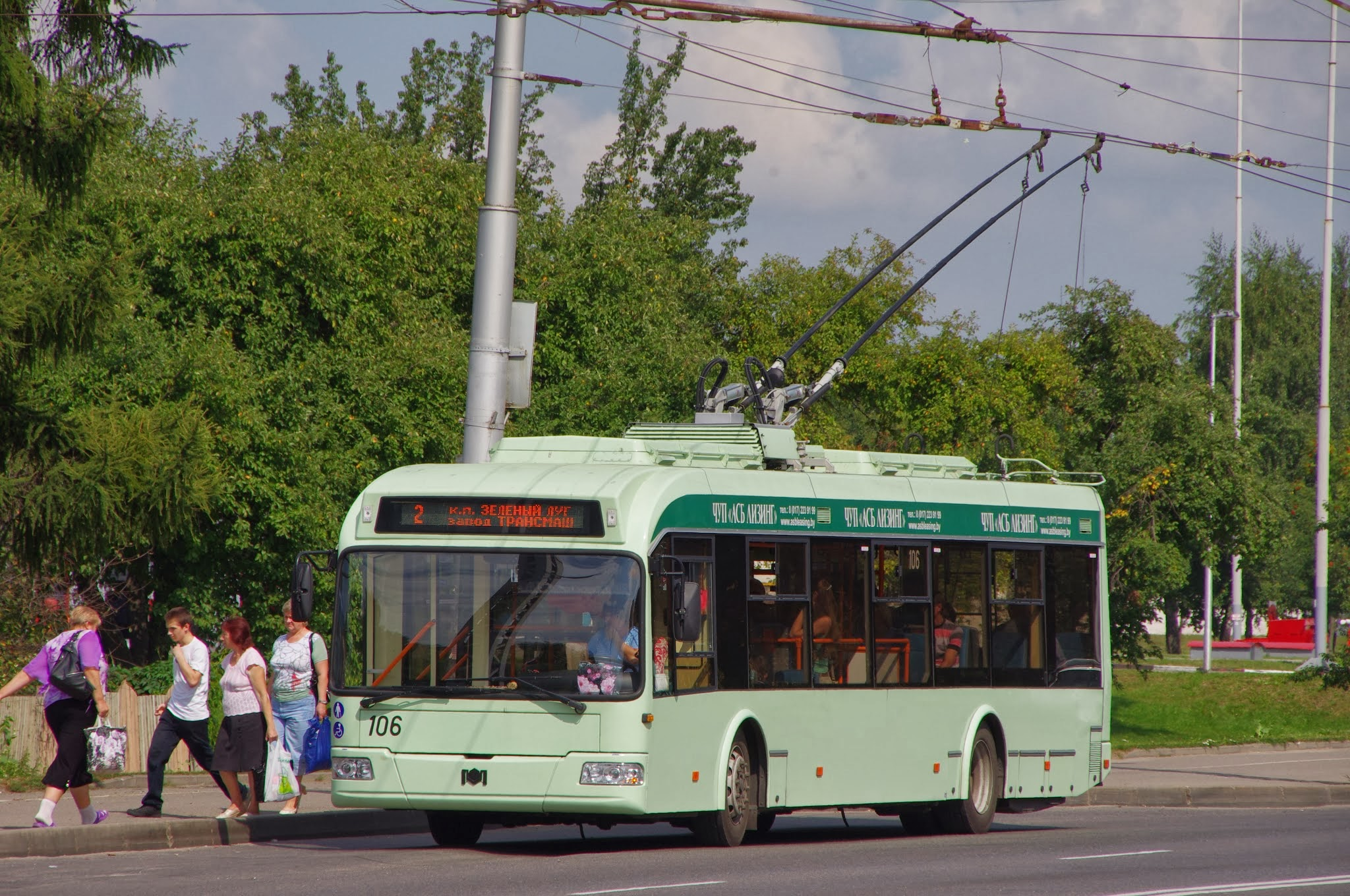
トロリーバス

## 著名な出身者
イスラエルの首相だったイツハク・ラビンとアリエル・シャロンはともに母親がこの町の出身である。
- イサイ・シューア: ユダヤ人数学者
- アーヴィング・バーリン: ユダヤ人音楽家
- デイヴィッド・ピンスキ: ユダヤ人作家
- カリナ・コバリオワ: ファッションモデル

## 姉妹都市
- クラグイェヴァツ（セルビア）
- ガブロヴォ（ブルガリア）
- バルデヨフ（スロバキア）
- アイゼナハ（ドイツ）
- ケルチ（ウクライナ）
- スムガイト（アゼルバイジャン）
- トゥーラ（ロシア）
- クライペダ（リトアニア）
- ヴウォツワヴェク（ポーランド）